# Hunsingo

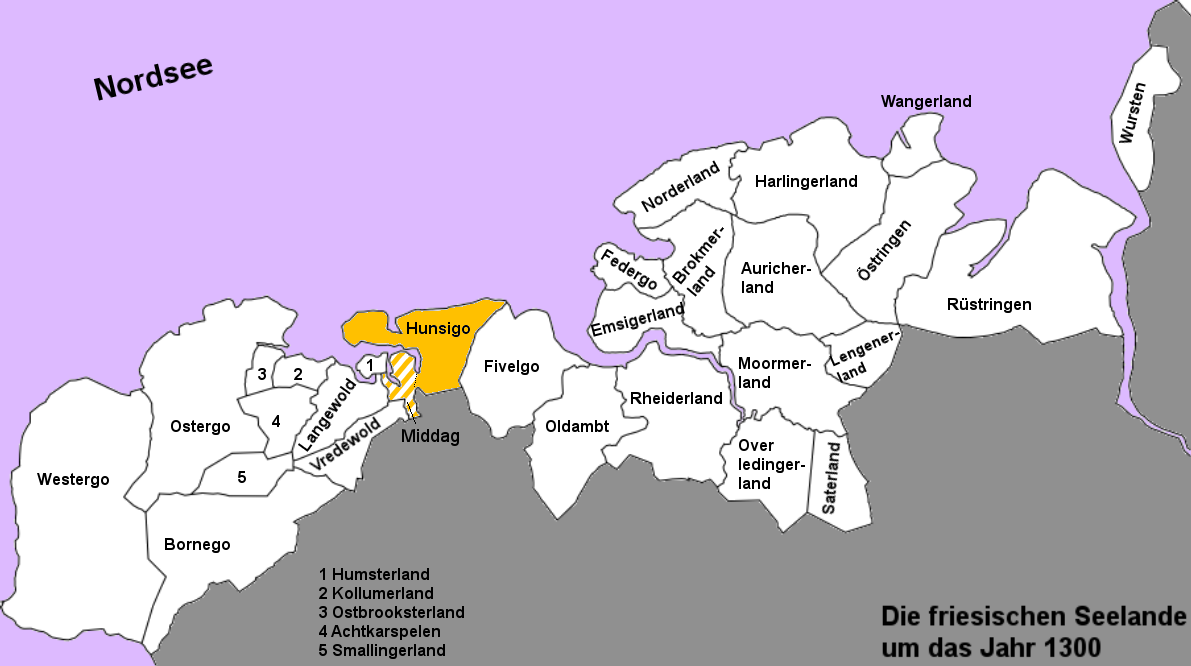
Hunsingo um 1300

Hunsingo (Gronings: Hunzego) ist ein Landstrich in der niederländischen Provinz Groningen. Er liegt zwischen dem Reitdiep und dem Maarvliet. Im Norden grenzt er an das Wattenmeer, im Osten an Fivelgo, im Westen an das Westerkwartier und Friesland und im Süden an das Gorecht. 
Der Name bezeichnet den „Gau der Hunze“. Die Hunze ist ein Fluss, der heute bis zur Lauwerszee fließt.  Ca. 800 mündete er noch bei Pieterburen ins Wattenmeer. Durch Sedimentablagerungen des Meeres, welche das Land zur See hin erhöhten und das wiederholte Einbrechens des Lauwerszee-Systems in das Hinterland (ca. 2000 v. Chr. bis 800 v. Chr.) suchte sich die Hunze ihre neue Mündung weiter westlich. Sie wird nach der künstlichen Vertiefung und Begradigung in einem großen Teil ihres Laufes heute Reitdiep genannt. Hunsingo war ursprünglich viel kleiner. Durch Eindeichung und Landgewinnung vergrößerte sich der Landstrich zum Wattenmeer hin. Auch sind diese gewonnenen Landflächen durch die erwähnten steten Sedimentablagerungen des Meeres einige Meter höher als das Land innerhalb der alten Deiche, weswegen dieser neue Teil des Hunsingo auch als das Groninger Hogeland (zu deutsch 'Hohes Land' oder 'Hochland') bekannt ist.
Hunsingo war das erste Mitglied der friesischen Ommelander Union, Hauptort ist Winsum. Die drei Watteninseln Rottumerplaat, Rottumeroog und Zuiderduintjes gehören ebenfalls zum Hunsingo. Genau wie Fivelgo war Hunsingo ursprünglich ein friesischer Gau. Der Gau hatte vier Landesviertel: das Marnsterdeel, das Halfambsterdeel, das Oostambtsterdeel und Middagland oder Midgo. Das Middagland musste später an das Westerkwartier abgegeben werden. So kam es auch, dass Hunsingo schließlich nur aus drei Landesvierteln bestand.
Hunsingo ist heute durch den Eemshaven und das Garnelendorf Zoutkamp einer der wichtigsten Wirtschaftsstandorte der Provinz Groningen.